# Aleš Adamec (judista)
Aleš Adamec (* 3. října 1936 Hradec Králové – 10. února 2018) byl československý zápasník–judista. 

## Sportovní kariéra
Připravoval se v klubu Spartak Hradec Králové ZVÚ pod vedením Vladimíra Lorenze.
V roce 1954 reprezentoval v 18 letech jako dorostenecký přeborník Československo při jeho premiérové účasti na mistrovství Evropy v belgickém Bruselu. Již v takto mladém věku mu byl udělen 2. mistrovský stupeň (2. Dan). V soutěži technických stupňů 2. Danů prohrál v úvodním kole s Francouzem Robertem Dazzim držením na zemi a v soutěži bez rozdílu vah a technických stupňů ho v úvodním kole vyřadil Francouz Henri Courtine. V soutěži družstev postoupil ze základní skupiny vítězstvím nad Itálií (2,5:2) a Rakouskem (2:1) z prvního místa do semifinále. Semifinálový souboj sice Československo prohrálo s Francií 0:5, ale s jistotou zisku bronzových medailí za semifinálovou účast.
V roce 1955 přijel na prosincové mistrovství Evropy v Paříži v životní formě. V soutěži technických stupňů (2. Dan) prohrál až v semifinále s Britem Douglasem Youngem a získal bronzovou medaili za dělené 3. místo. V soutěži bez rozdílu technických stupňů prohrál ve čtvrtfinále s domácím Francouzem Bernardem Parisetem a obsadil dělené 5. místo. Za svoje výkony byl komisí EJU zařazen do týmu Evropy pro I. mistrovství světa v judu v květnu 1956 v Japonsku. Jeho start na mistrovství světa však judistická sekce SVTVS neschválila.
Po přijetí na vysokou školu se přestal judu vrcholově věnovat. Promoval na ČVUT v Praze a pracoval jako projektant a konstruktér. Po roce 1989 založil úspěšnou firmu (Adamec Crane Systems) specializující se na projektování a výstavbu jeřábů a jiných zvedacích zařízení.

### Výsledky
| Turnaj             | 1954             | 1955           | 1956           | 1957           |
| Turnaj             | 18               | 19             | 20             | 21             |
| Turnaj             | polotěžká váha   | polotěžká váha | polotěžká váha | polotěžká váha |
| ------------------ | ---------------- | -------------- | -------------- | -------------- |
| Mistrovství Evropy | —                |                |                | —              |
| Mistrovství ČSSR   | —                | 1.             | 1.             | n/a            |
|                    | bez rozdílu vah  |                |                |                |
| Mistrovství světa  |                  |                | —              |                |
| Mistrovství Evropy | úč.              | 5.             |                | —              |
| Mistrovství ČSSR   |                  |                |                | 3.             |
|                    | technické stupně |                |                |                |
| Mistrovství Evropy | úč.              | 3.             |                | —              |